# آلن لی ری
آلن لی ری (انگلیسی: Alain Le Ray; ۳ اکتبر ۱۹۱۰ – ۴ ژوئن ۲۰۰۷) ژنرال فرانسوی، رهبر مقاومت و یک زندانی جنگی در آلمان در ۱۹۴۱ بود.
وی همچنین برندهٔ جوایزی همچون لژیون دونور (صلیب بزرگ) شده‌است.

## زندگی‌نامه
آلن لی ری در سوم اکتبر ۱۹۱۰ در پاریس متولد شد. وی کوهنوردی مشتاق، یک ستوان پیاده‌نظام فرانسه، بود که در ژوئن سال ۱۹۴۰ زخمی و توسط آلمان‌ها دستگیر شد. وی پس از اولین تلاش‌اش در فرار از زندان اردوگاه لهستان، به زندان (Oflag IV-C) منتقل شد. در آوریل ۱۹۴۱، او نخستین زندانی بود که تا کنون از قلعه کلدیتز فرار کرده‌است. در دوران جنگ جهانی دوم از این قلعه برای نگهداری زندانیان «اصلاح ناپذیر» متفقین که بارها از زندان‌های دیگر فرار می‌کردند استفاده می‌شد.
ری به فرانسه بازگشت، جایی که در ارتش ویشی خدمت می‌کرد و در مدرسه فرماندهی اوبره تحت سرپرستی سونزاک، ژنرال مقاومت قرار گرفت که از طرفداران مارشال پتن ولی یک افسر ضد آلمان نازی بود. ری در ژانویه ۱۹۴۳ به مقاومت فرانسه پیوست و در فوریه همان سال یکی از فرماندهان نظامی مقاومت داخلی فرانسه شد. او در فوریه ۱۹۴۳ به ورکورز رفت و عضو مقاومت داخلی فرانسه شد و در ژانویه ۱۹۴۴ افسر منطقه ای آن شد. آنها توانستند گرونوبل را آزاد کنند. ری در ۱۹۴۵ به مبارزه علیه نیروی‌های اشغالگر آلمانی پرداخت.

## پس از جنگ جهانی دوم
بعد از جنگ، لی ری فرماندهی ارشد در اولین جنگ هندوچین و جنگ الجزایر را برعهده داشت و در ۱۹۷۰ به عنوان افسر ارتش بازنشسته شد.